# Cemagi
Cemagi is een bestuurslaag in het regentschap Badung van de provincie Bali, Indonesië. Cemagi telt 4824 inwoners (volkstelling 2010).